# Yumeji Takehisa
Yumeji Takehisa (竹久 夢二?, Takehisa Yumeji; Setouchi, 16 settembre 1884 – Okayama, 1º settembre 1934) è stato un poeta e pittore giapponese, che, pur non avendo mai frequentato nessuna scuola di disegno, è tuttavia riuscito ad affermarsi come uno dei maggiori artisti del suo tempo, dipingendo soprattutto soggetti tipici della cultura giapponese.

## Galleria d'immagini

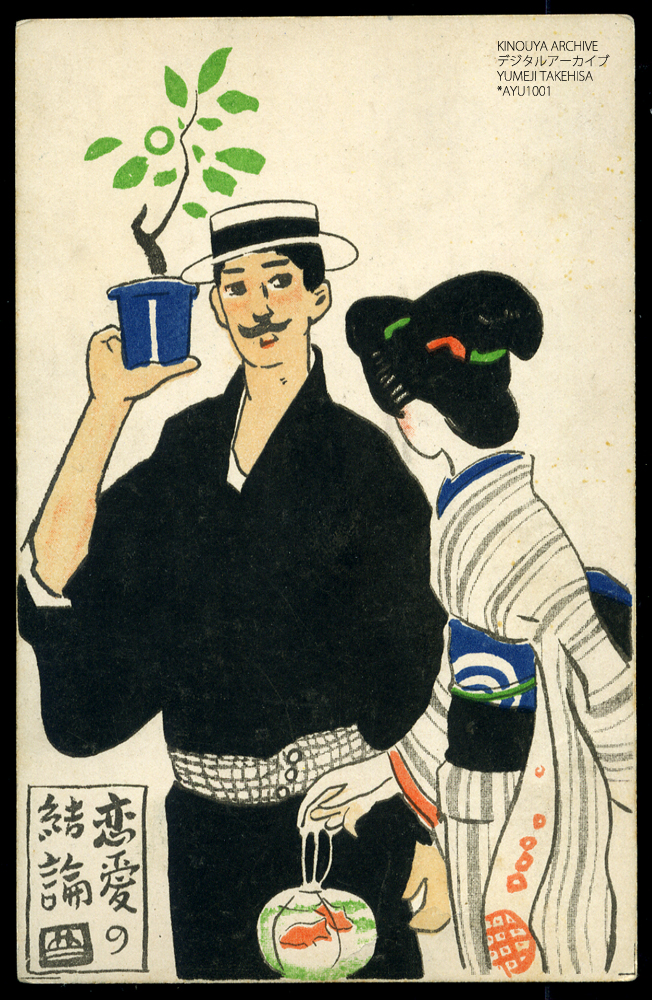
Cartolina tratta da un disegno di Takehisa, 1910
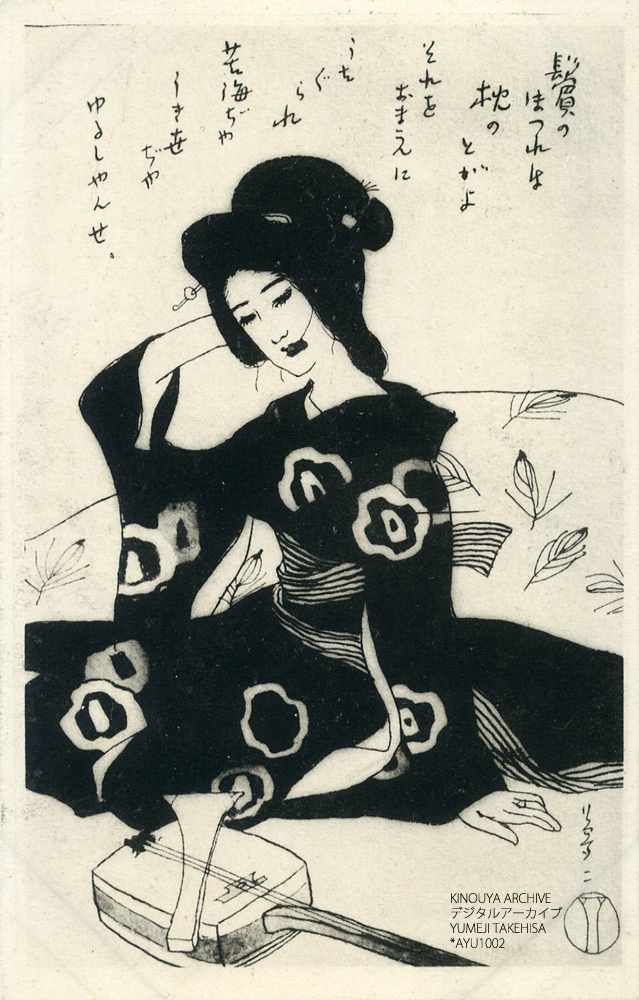
Cartolina tratta da un disegno di Takehisa, 1912
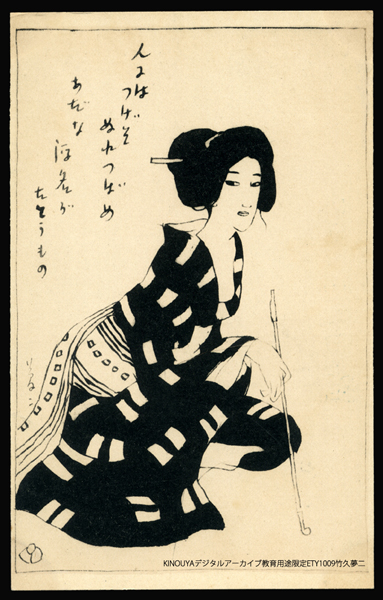
Cartolina tratta da un disegno di Takehisa, 1913
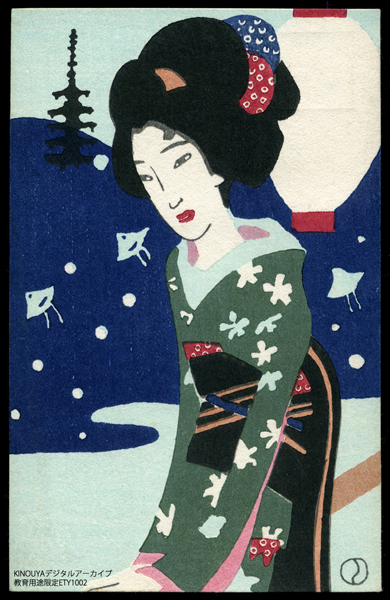
Cartolina tratta da un disegno di Takehisa
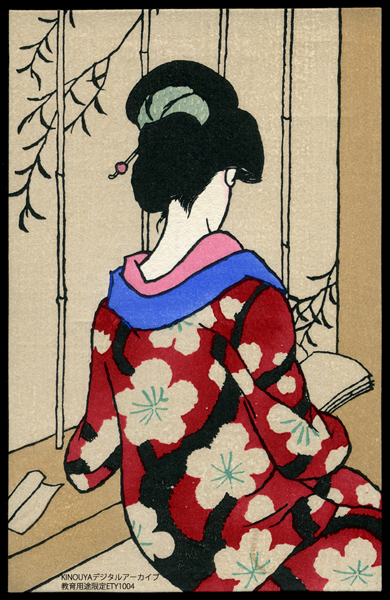
Cartolina tratta da un disegno di Takehisa